# 인도 올림픽 협회
인도 올림픽 협회(힌디어: भारतीय ओलंपिक संघ, 영어: Indian Olympic Association)는 인도를 대표하는 국가 올림픽 위원회이다. IOC 코드는 IND이다. 본부는 뉴델리에 있으며 아시아 올림픽 평의회에 소속되어 있다.
1927년에 설립했으며 같은 해에 국제 올림픽 위원회의 승인을 받았다. 올림픽, 아시안 게임, 코먼웰스 게임을 비롯한 국제 스포츠 대회에 참가하는 인도의 선수들을 대표한다.

## 같이 보기
- 올림픽 인도 선수단